# 3. Maj
3. MAJ Brodogradilište d.d. är ett kroatiskt skeppsvarv i hamnstaden Rijeka. Varvet är främst ett nybyggnadsvarv med oljetankers, bulkfartyg och containerfartyg på produktionsprogrammet. Man tar även emot specialbeställningar ex. mindre passagerarfartyg och yachter. Antalet anställda låg före det Kroatiska självständighetskriget i början av 1990-talet på c:a 4500, idag arbetar c:a 3250 inom företaget.
Skeppsvarvet anlades 1892 som en filial till det tyska Howaldtswerke i Kiel. Efter att deras arrende gått ut 1902 låg verksamheten nere tills 1905 då tre affärsmän från Budapest återupptog driften, nu under namnet Danubius. 1911 ändrades namnet till Ganz & Co. Danubius. Verksamheten växte sedan under hela 1910-talet. 1920 kom varvet i italiensk ägo, och namnet ändrades ännu en gång, nu till Cantieri Navali Del Quarnero. Efter andra världskriget var skeppsvarvet totalförstört, och i stort sett allt fick byggas upp igen från början. Skeppsvarvet, som under kriget gått under benämningen Kvarnersko Brodogradilište, fick då sitt nuvarande namn, 3. MAJ, till minne av det datum (3 maj 1945) då Rijeka blev befriat från den tyska ockupationen. 3. MAJ växte sedan under hela efterkrigstiden till ett av Medelhavets största skeppsvarv. En ekonomisk nedåtgång blev emellertid kännbar under kriget mellan Kroatien och dåvarande Jugoslavien.